# Брушлинский, Владимир Константинович
Владимир Константинович Брушлинский (23.09(06.10).1900, Москва — 29.10.1992, Москва) — советский историк философии, специалист по текстологии, переводчик философской литературы.

## Биография
В 1922 году окончил факультет общественных наук МГУ.
В 1929 году окончил аспирантуру Института философии и стал сотрудником этого же института (1928—1939).
С 1939 по 1983 — старший научный сотрудник Института марксизма-ленинизма.

## Переводческая деятельность
В 1932 опубликовал свой перевод (и комментарии) «Переписки» Спинозы. За эту работу ему была присуждена степень кандидата философских наук без защиты диссертации.
В 1937—1939 осуществил сверку перевода и комментарии «Науки логики» Гегеля.
В 1941 году завершил перевод (и комментарии) «Диалектики природы» Ф. Энгельса.
В 1950—1970-е гг. работал над переводом (и комментариями) «Экономическо-философских рукописей» К. Маркса и его «Теорий прибавочной стоимости» (IV том «Капитала»).

## Семья
Отец: Константин Афиногенович Брушлинский, царский генерал, военный юрист (1861—1940). Мать: Ольга Дмитриевна Брушлинская, урожденная Крюкова (1873—1949).
Жена: Варвара Платоновна Брушлинская, урожденная Шмигельская.
Дети: математик К. В. Брушлинский (р. 1930), психолог А. В. Брушлинский (1933—2002), О. В. Брушлинская (р. 1933)..

## Сочинения
- Спинозовская субстанция и конечные вещи // «Под Знаменем Марксизма», 1927, № 2—3;
- О категории меры у Гегеля// Вестник Коммунистич. академии. Кн. 35—36. 1929;
- Обзор журнала «Erkenntnis» за 1931// ПЗМ. 1932. № 9—10;
- Обзор журнала «Philosophy» за 1932// Там же. 1933. № 1;
- Комментарий к «Началу противоречия» Гегеля// Там же. 1937. № 4—5;
- В. Брушлинский. Буржуазная философия второй половины XIX и XX вв. // Краткий очерк истории философии / Под ред. проф. А. В. Щеглова; Акад. наук СССР Ин-т философии. — М. : Соцэкгиз, 1940. — С. 151—166. — 240 с. — 50 000 экз.
- Note sur I’histoire de la redaction et de la publication des «Manuscrits economique-philosophiques» de K.Marx// Recherches internationales a la lumiere du marxisme. Paris, 1960. № 19;
- Новое издание «Теорий прибавочной стоимости» К. Маркса// «Коммунист», 1961, № 8;
- Zur Geschichte der Entstehung und Veroffentlichung von F.Engels «Dialektik der Natur»// Marx-Engels-Jahr-buch. Berlin, 1979. Bd.2.